# Cantone di Mèze
Il Cantone di Mèze è una divisione amministrativa dell'arrondissement di Béziers e dell'arrondissement di Montpellier.
A seguito della riforma approvata con decreto del 26 febbraio 2014, che ha avuto attuazione dopo le elezioni dipartimentali del 2015, è passato da 7 a 18 comuni.

## Composizione
I 7 comuni facenti parte prima della riforma del 2014 erano:
- Bouzigues
- Gigean
- Loupian
- Mèze
- Montbazin
- Poussan
- Villeveyrac

Dal 2015 i comuni appartenenti al cantone sono i seguenti 18:
- Adissan
- Aumes
- Bouzigues
- Cabrières
- Cazouls-d'Hérault
- Fontès
- Lézignan-la-Cèbe
- Lieuran-Cabrières
- Loupian
- Mèze
- Montagnac
- Montbazin
- Nizas
- Péret
- Poussan
- Saint-Pons-de-Mauchiens
- Usclas-d'Hérault
- Villeveyrac